# Norvège au Concours Eurovision de la chanson 1963
La Norvège a participé au Concours Eurovision de la chanson 1963 à Londres. C'est la 4e participation norvégienne au Concours Eurovision de la chanson.
Le pays est représenté par la chanteuse Anita Thallaug et la chanson Solhverv, sélectionnées par la Norsk rikskringkasting au moyen de la finale nationale Melodi Grand Prix.

## Sélection

### Melodi Grand Prix 1963
Le radiodiffuseur norvégien, la Norsk rikskringkasting (NRK, « Société de radiodiffusion norvégienne »), organise l'édition 1963 du Melodi Grand Prix pour sélectionner l'artiste et la chanson représentant la Norvège au Concours Eurovision de la chanson 1963
Le Melodi Grand Prix 1963, présenté par Odd Grythe (en), a lieu le 10 février 1963 aux studios de la NRK à Oslo.

#### Finale
Cinq chansons et six artistes participent au Melodi Grand Prix 1963. Lors de la finale, chaque chanson est interprétée deux fois, la première avec un petit orchestre et la seconde avec un grand orchestre. Les chansons sont toutes interprétées en norvégien, langue officielle de la Norvège.
| Ordre | 1er interprète        | 2e interprète    | Chanson                         | Traduction                                | Points | Place |
| ----- | --------------------- | ---------------- | ------------------------------- | ----------------------------------------- | ------ | ----- |
| 1     | Jens Book-Jensen (en) | Ray Adams (en)   | Vi slentret langs en vårlig sti | Nous avons flané sur un chemin printanier | 54     | 3     |
| 2     | Nora Brockstedt       | Anita Thallaug   | Drømmekjolen                    | Robe de rêve                              | 50     | 4     |
| 3     | Jan Høiland (en)      | Nora Brockstedt  | Solhverv                        | Solstice                                  | 81     | 1     |
| 4     | Anita Thallaug        | Beate Brevik     | Adjø                            | Au revoir                                 | 40     | 5     |
| 5     | Ray Adams             | Jens Book-Jensen | Jakteskipperen                  | Skipper de chasse                         | 59     | 2     |

Lors de cette sélection, c'est la chanson Solhverv interprétée par Nora Brockstedt qui fut choisie, avec Øivind Bergh (en) comme chef d'orchestre. Nora Brockstedt est finalement remplacée par Anita Thallaug pour interpréter Solhverv à l'Eurovision.

## À l'Eurovision
Chaque jury national attribue un à cinq points à ses cinq chansons préférées.

### Points attribués par la Norvège
| 5 points | Royaume-Uni |
| 4 points | Danemark    |
| 3 points | Italie      |
| 2 points | Allemagne   |
| 1 point  | Suisse      |

Anita Thallaug interprète Solhverv en 5e position, suivant l'Autriche et précédant l'Italie.
Au terme du vote final, la Norvège termine 13e et dernière — à égalité avec la Finlande, les Pays-Bas et la Suède —, n'ayant reçu aucun point,.